# شون كونواي (مصور)
شون كونواي (بالإنجليزية: Sean Conway)‏ هو مصور زيمبابوي، ولد في 6 أبريل 1981 في هراري في زيمبابوي.

## وصلات خارجية
- الموقع الرسمي